# Démographie de l'Oise
La démographie de l'Oise est caractérisée par une forte densité moyenne et une population qui croît rapidement depuis les années 1950.
Avec ses 830 725 habitants en 2022, le département français de l'Oise se situe en 27e position sur le plan national.
En six ans, de 2015 à 2021, sa population s'est accrue de près de 7 300 unités, c'est-à-dire de plus ou moins 1 200 personnes par an. Mais cette variation est différenciée selon les 680 communes que comporte le département.
La densité de population de l'Oise, 141,8 habitants par kilomètre carré en 2022, est supérieure à celle de la France entière qui est de 107,1 hab./km2 pour la même année.

## Évolution démographique du département de l'Oise
Il existe une forte attirance vers Paris (tropisme). 
Le territoire et la population de l'Oise sont fragmentés. L'Oise du nord est agricole quand l'Oise du sud est urbaine. Il existe également une forte division sociale entre les pôles de prospérité (Senlis, Chantilly et Compiègne) et les pôles de pauvreté (Creil). 
En 2022, le département comptait 830 725 habitants, en évolution de +0,87 % par rapport à 2016 (France hors Mayotte : +2,11 %).
| 1791 | 1801    | 1806    | 1821    | 1826    | 1831    | 1836    | 1841    | 1846    |
| ---- | ------- | ------- | ------- | ------- | ------- | ------- | ------- | ------- |
| -    | 350 854 | 372 676 | 375 817 | 385 124 | 397 725 | 398 641 | 398 868 | 406 028 |

| 1851    | 1856    | 1861    | 1866    | 1872    | 1876    | 1881    | 1886    | 1891    |
| ------- | ------- | ------- | ------- | ------- | ------- | ------- | ------- | ------- |
| 403 857 | 396 085 | 401 417 | 401 274 | 396 804 | 401 618 | 404 555 | 403 146 | 401 835 |

| 1896    | 1901    | 1906    | 1911    | 1921    | 1926    | 1931    | 1936    | 1946    |
| ------- | ------- | ------- | ------- | ------- | ------- | ------- | ------- | ------- |
| 404 511 | 407 808 | 410 049 | 411 028 | 387 760 | 405 971 | 407 432 | 402 569 | 396 724 |

| 1954    | 1962    | 1968    | 1975    | 1982    | 1990    | 1999    | 2006    | 2011    |
| ------- | ------- | ------- | ------- | ------- | ------- | ------- | ------- | ------- |
| 435 308 | 481 289 | 540 988 | 606 320 | 661 781 | 725 603 | 766 441 | 792 975 | 805 642 |

| 2016    | 2021    | 2022    | - | - | - | - | - | - |
| ------- | ------- | ------- | - | - | - | - | - | - |
| 823 542 | 828 838 | 830 725 | - | - | - | - | - | - |

## Population par divisions administratives

### Arrondissements
Le département de l'Oise comporte quatre arrondissements. La population se concentre principalement sur l'arrondissement de Senlis, qui recense 35 % de la population totale du département en 2022, avec une densité de 213,6 hab./km2, contre 28 % pour l'arrondissement de Beauvais, 22 % pour celui de Compiègne et 16 % pour celui de Clermont.
| Arrondissement  | Population(2022) | Variation(2022/2016)                       | Superficie(km2) | Densité(hab./km2) |
| --------------- | ---------------- | ------------------------------------------ | --------------- | ----------------- |
| Senlis          | 287 165          | en évolution de +1,92 % par rapport à 2016 | 1 344,2         | 213,6             |
| Beauvais        | 230 351          | en évolution de +0,51 % par rapport à 2016 | 2 099,9         | 109,7             |
| Compiègne       | 182 372          | en évolution de +0,06 % par rapport à 2016 | 1 274,5         | 143,1             |
| Clermont        | 130 837          | en évolution de +0,39 % par rapport à 2016 | 1 141,7         | 114,6             |
| Source : Insee. |                  |                                            |                 |                   |

### Communes de plus de5 000 habitants
Sur les 680 communes que comprend le département de l'Oise, 77 ont en 2021 une population municipale supérieure à 2 000 habitants, 20 ont plus de 5 000 habitants et douze ont plus de 10 000 habitants : Beauvais, Compiègne, Creil, Nogent-sur-Oise, Senlis, Méru, Crépy-en-Valois, Montataire, Noyon, Pont-Sainte-Maxence, Chantilly et Clermont.
Les évolutions respectives des communes de plus de 5 000 habitants sont présentées dans le tableau ci-après.
| Commune                | Population(2022) | Variation(2022/2016)                        | Superficie(km2) | Densité(hab./km2) |
| ---------------------- | ---------------- | ------------------------------------------- | --------------- | ----------------- |
| Beauvais               | 55 906           | en évolution de −0,2 % par rapport à 2016   | 33,31           | 1 678,4           |
| Compiègne              | 40 808           | en évolution de +1,37 % par rapport à 2016  | 53,1            | 768,5             |
| Creil                  | 36 494           | en évolution de +2,09 % par rapport à 2016  | 11,09           | 3 290,7           |
| Nogent-sur-Oise        | 21 859           | en évolution de +11,55 % par rapport à 2016 | 7,46            | 2 930,2           |
| Senlis                 | 15 238           | en évolution de +4,44 % par rapport à 2016  | 24,05           | 633,6             |
| Méru                   | 14 091           | en évolution de −3,75 % par rapport à 2016  | 22,83           | 617,2             |
| Crépy-en-Valois        | 14 243           | en évolution de −6,49 % par rapport à 2016  | 16,28           | 874,9             |
| Montataire             | 13 944           | en évolution de +4,49 % par rapport à 2016  | 10,66           | 1 308,1           |
| Noyon                  | 12 810           | en évolution de −6,26 % par rapport à 2016  | 18              | 711,7             |
| Pont-Sainte-Maxence    | 12 343           | en évolution de −1,02 % par rapport à 2016  | 14,76           | 836,2             |
| Chantilly              | 10 740           | en évolution de −0,45 % par rapport à 2016  | 16,19           | 663,4             |
| Clermont               | 10 704           | en évolution de +5,01 % par rapport à 2016  | 5,81            | 1 842,3           |
| Chambly                | 9 909            | en évolution de −1,87 % par rapport à 2016  | 12,87           | 769,9             |
| Lamorlaye              | 9 097            | en évolution de +2,01 % par rapport à 2016  | 15,34           | 593               |
| Gouvieux               | 8 934            | en évolution de −2,49 % par rapport à 2016  | 23,25           | 384,3             |
| Margny-lès-Compiègne   | 8 700            | en évolution de +5,87 % par rapport à 2016  | 6,66            | 1 306,3           |
| Liancourt              | 6 884            | en évolution de −1,46 % par rapport à 2016  | 4,75            | 1 449,3           |
| Villers-Saint-Paul     | 6 500            | en évolution de +1,12 % par rapport à 2016  | 4,93            | 1 318,5           |
| Saint-Just-en-Chaussée | 5 940            | en évolution de −0,87 % par rapport à 2016  | 14,66           | 405,2             |
| Mouy                   | 5 339            | en évolution de +0,34 % par rapport à 2016  | 9,87            | 540,9             |
| Source : Insee.        |                  |                                             |                 |                   |

## Structures des variations de population

### Soldes naturels et migratoires depuis 1968
La variation moyenne annuelle est positive mais en baisse depuis les années 1970, passant de 1,6 à 0,1 %.
Le solde naturel annuel qui est la différence entre le nombre de naissances et le nombre de décès enregistrés au cours d'une même année, a baissé, passant de 0,9 à 0,4 %. La baisse du taux de natalité, qui passe de 18,9 à 12 ‰, est en fait compensée par une baisse plus faible du taux de mortalité, qui parallèlement passe de 10,1 à 8,3 ‰.
Le flux migratoire diminue et devient négatif sur la période courant de 1968 à 2021. Il baisse de 0,8 à −0,2 %.
| Indicateurs démographiques                       | 1968 à1975 | 1975 à1982 | 1982 à1990 | 1990 à1999 | 1999 à2010 | 2010 à2015 | 2015 à2021 |
| ------------------------------------------------ | ---------- | ---------- | ---------- | ---------- | ---------- | ---------- | ---------- |
| Variation annuelle moyenne de la population en % | 1,6        | 1,3        | 1,2        | 0,6        | 0,4        | 0,4        | 0,1        |
| - due au solde naturel en %                      | 0,9        | 0,7        | 0,7        | 0,6        | 0,6        | 0,6        | 0,4        |
| - due au solde apparent des entrées sorties en % | 0,8        | 0,6        | 0,5        | -0,0       | -0,2       | -0,1       | -0,2       |
| Taux de natalité en ‰                            | 18,9       | 15,7       | 15,4       | 14,2       | 14,0       | 13,5       | 12,0       |
| Taux de mortalité en ‰                           | 10,1       | 9,1        | 8,4        | 7,8        | 7,6        | 7,7        | 8,3        |
| Source : Insee.                                  |            |            |            |            |            |            |            |

### Mouvements naturels sur la période 2014-2022
En 2014, 10 802 naissances ont été dénombrées contre 6 181 décès. Le nombre annuel des naissances a diminué depuis cette date, passant à 9 202 en 2022, indépendamment à une augmentation, mais relativement faible, du nombre de décès, avec 7 294 en 2022. Le solde naturel est ainsi positif et diminue, passant de 4 621 à 1 908.
Pour des raisons techniques, il est temporairement impossible d'afficher le graphique qui aurait dû être présenté ici.

## Densité de population
La densité de population est en augmentation depuis 1968, en cohérence avec l'augmentation de la population.
En 2021, la densité était de 141,4 hab./km2.
| 1968 |  | 92.3 |  |

| 1975 |  | 103.5 |  |

| 1982 |  | 112.9 |  |

| 1990 |  | 123.8 |  |

| 1999 |  | 130.8 |  |

| 2010 |  | 137.1 |  |

| 2015 |  | 140.2 |  |

| 2021 |  | 141.4 |  |

## Répartition par sexes et tranches d'âges
La population du département est plus jeune qu'au niveau national.
En 2021, le taux de personnes d'un âge inférieur à 30 ans s'élève à 36,7 %, soit au-dessus de la moyenne nationale (35,1 %). À l'inverse, le taux de personnes d'âge supérieur à 60 ans est de 23,5 % la même année, alors qu'il est de 26,6 % au niveau national.
En 2021, le département comptait 405 386 hommes pour 423 452 femmes, soit un taux de 51,09 % de femmes, légèrement inférieur au taux national (51,61 %).
Les pyramides des âges du département et de la France s'établissent comme suit.
| Hommes | Classe d’âge | Femmes |
| ------ | ------------ | ------ |
| 0,5    | 90 ou +      | 1,4    |
| 5,5    | 75-89 ans    | 7,6    |
| 15,6   | 60-74 ans    | 16,3   |
| 20,8   | 45-59 ans    | 20     |
| 19,4   | 30-44 ans    | 19,4   |
| 17,6   | 15-29 ans    | 16,2   |
| 20,6   | 0-14 ans     | 19,1   |

| Hommes | Classe d’âge | Femmes |
| ------ | ------------ | ------ |
| 0,7    | 90 ou +      | 1,9    |
| 7,0    | 75-89 ans    | 9,5    |
| 16,6   | 60-74 ans    | 17,5   |
| 20,0   | 45-59 ans    | 19,5   |
| 18,8   | 30-44 ans    | 18,3   |
| 18,3   | 15-29 ans    | 16,7   |
| 18,6   | 0-14 ans     | 16,7   |

## Répartition par catégories socioprofessionnelles
La catégorie socioprofessionnelle des ouvriers est surreprésentée par rapport au niveau national. Avec 14,1 % en 2021, elle est 2,4 points au-dessus du taux national (11,7 %). La catégorie socioprofessionnelle des retraités est quant à elle sous-représentée par rapport au niveau national. Avec 24,7 % en 2021, elle est 2,1 points en dessous du taux national (26,8 %).
| Catégorie socioprofessionnelle                    | 2015    | 2015 | 2021    | 2021 | Détails de l'année 2021 | Détails de l'année 2021 | Détails de l'année 2021            | Détails de l'année 2021            | Détails de l'année 2021            |
| Catégorie socioprofessionnelle                    | Nb      | %    | Nb      | %    | Hommes                  | Femmes                  | Part en % de la population âgée de | Part en % de la population âgée de | Part en % de la population âgée de |
| Catégorie socioprofessionnelle                    | Nb      | %    | Nb      | %    | Hommes                  | Femmes                  | 15 à 24 ans                        | 25 à 54 ans                        | 55 ans ou +                        |
| ------------------------------------------------- | ------- | ---- | ------- | ---- | ----------------------- | ----------------------- | ---------------------------------- | ---------------------------------- | ---------------------------------- |
| Agriculteurs exploitants                          | 3 203   | 0,5  | 2 857   | 0,4  | 2 127                   | 730                     | 0,1                                | 0,5                                | 0,4                                |
| Artisans, commerçants, chefs d'entreprise         | 19 760  | 3,0  | 20 885  | 3,1  | 14 833                  | 6 052                   | 0,6                                | 4,7                                | 2,1                                |
| Cadres et professions intellectuelles supérieures | 50 294  | 7,7  | 55 916  | 8,4  | 32 724                  | 23 192                  | 1,7                                | 13,5                               | 4,4                                |
| Professions intermédiaires                        | 100 509 | 15,4 | 104 219 | 15,6 | 49 109                  | 55 110                  | 8,5                                | 25,1                               | 6,3                                |
| Employés                                          | 114 615 | 17,6 | 111 393 | 16,7 | 29 628                  | 81 765                  | 15,0                               | 24,9                               | 6,9                                |
| Ouvriers                                          | 100 242 | 15,4 | 94 380  | 14,1 | 74 404                  | 19 976                  | 13,7                               | 21,1                               | 5,4                                |
| Retraités                                         | 159 216 | 24,4 | 164 828 | 24,7 | 76 392                  | 88 436                  | 0,0                                | 0,1                                | 65,7                               |
| Autres personnes sans activité professionnelle    | 105 114 | 16,1 | 112 786 | 16,9 | 44 497                  | 68 289                  | 60,5                               | 10,1                               | 8,8                                |
| Ensemble                                          | 652 953 | 100  | 667 264 | 100  | 323 715                 | 343 549                 | 100                                | 100                                | 100                                |
| Sources : Insee,.                                 |         |      |         |      |                         |                         |                                    |                                    |                                    |